# Georg Bamberg
Georg Bamberg (ur. 9 stycznia 1936, zm. 21 września 2023) – niemiecki polityk należący do Socjaldemokratycznej Partii Niemiec (SPD).
Od 1980 do 1990 (trzy kadencje) był deputowanym do Bundestagu z ramienia SPD. Wybrany z list w Bawarii.